# Минору Ямасаки
Минору Ямасаки (на английски: Yamasaki Minoru; на японски: 山崎實) е американски архитект от японски произход, един от най-видните архитекти на 20 век. Неговият най-известен проект са кулите близнаци (сгради №1 и №2) на Световния търговски център в началото на 60-те години на 20 век. Фирмата, която основава – „Ямасаки Енд Асоусиътс“, все още съществува. Ямасаки и Едуард Дъръл Стоун са смятани от мнозина за двамата най-големи майстори на „романтизирания модернизъм“.

## Биография
Роден е на 1 декември 1912 година в Сиатъл, САЩ, в семейство на японски имигранти. Израства в Обърн в щата Вашингтон, където завършва средното си образование. Завършва Вашингтонския университет със специалност „архитектура“ през 1934 година.
През 30-те години отива да живее в Ню Йорк и записва магистратура в Нюйоркския университет. Нает е на работа в архитектурната фирма „Шрийв, Ламб Енд Хармън“, която проектира Емпайър Стейт Билдинг. През 1945 година се мести в Детройт, където е нает от „Смит, Хинчман Енд Грилс“. През 1949 година напуска работното си място и започва свое собствено съдружие. През 1964 получава почетната титла D.F.A. от колежа „Бейтс“.
Жени се за първи път през 1941 година и има още два брака, преди да се ожени за първата си жена отново през 1969 година. Умира от рак на стомаха на 6 февруари 1986 година.